# Ewald Schnaare

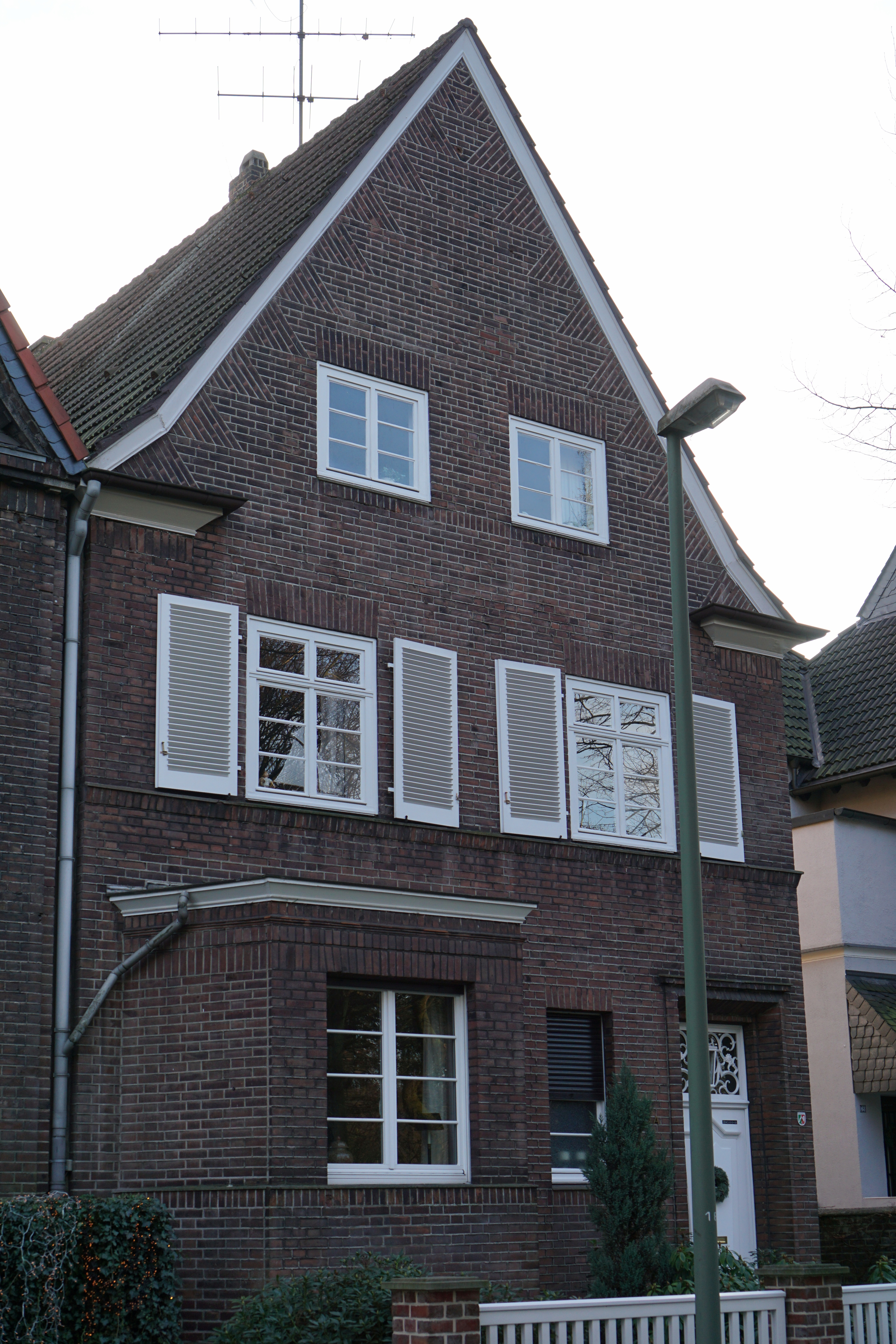
1925: Villenartiges Wohnhaus von Ewald Schnaare in der Bayernstraße 68a am Jubiläumshain in Duisburg-Marxloh

Ewald Schnaare (* 24. Januar 1882 in Bergisch Neukirchen, heute Stadtteil von Leverkusen; † unbekannt, nach 1961) war ein deutscher Architekt. Er prägte in den 1920er Jahren die Architektur der Zwischenkriegsmoderne in der Stadt Hamborn am Rhein, die 1929 mit Duisburg zusammengelegt wurde. Er entwarf unter anderem das Pollmannhaus, ein zentrales Wohn- und Geschäftshaus in Marxloh.

## Leben
Ewald Schnaare machte sich 1907 als Architekt selbstständig. Zunächst lebte und arbeitete er in einem eigenen Büro in Holten, das heute zu Oberhausen gehört. Dort entwarf er ab 1909 die Abflugbahn, vier Schuppen als Fliegerhallen sowie einen Abflugturm mit Gleitbahn für Flugmaschinen für den Flugplatz Holten, den drittältesten Flugplatz Deutschlands und den ältesten im Ruhrgebiet. Spätestens ab 1922 war er in Hamborn tätig, wo er mit dem Architekten Viktor Czajerek in einem Büro zusammenarbeitete, der bereits zuvor in Marxloh ein Büro führte. Einer ihrer Mitarbeiter war 1922 für mehrere Monate Willi Ludewig. Schnaare entwarf mehrere stadtbildprägende Gebäude in Hamborn, viele zusammen mit seinem Kollegen Czajerek. Er lebte im 1925 selbst entworfenen Haus in der Bayernstraße 68a, einer späthistoristisch-expressionistischen Villa am Jubiläumshain im Hamborner Stadtteil Marxloh.
1937 wurde Schnaare während des Dritten Reichs Mitglied in der NSDAP. 1947 wurde er entnazifiziert. Nach dem Zweiten Weltkrieg arbeitete Schnaare weiter als Architekt. Er übernahm zum Beispiel bis 1961 die Umbaumaßnahmen am von ihm zwischen 1929 und 1931 erbauten Pollmannhaus. Neue Bauwerke sind nicht mehr nachgewiesen. Später arbeitete er zusammen in einem Büro mit einem Architekten namens Schneider.

## Werke und Projekte (Auswahl)

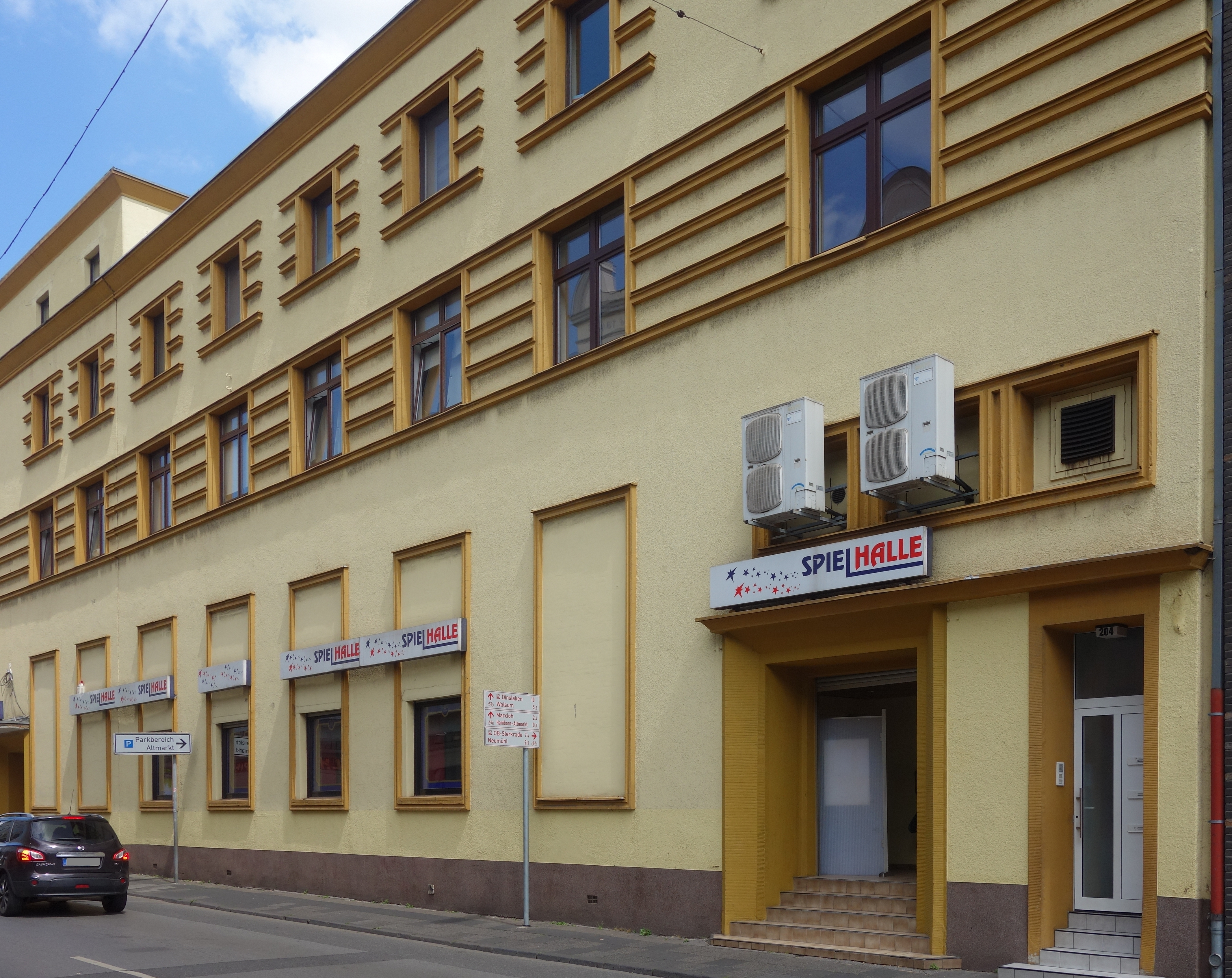
1926–1928: Saalbau der ehemaligen „Lichtburg“, Alt-Hamborn

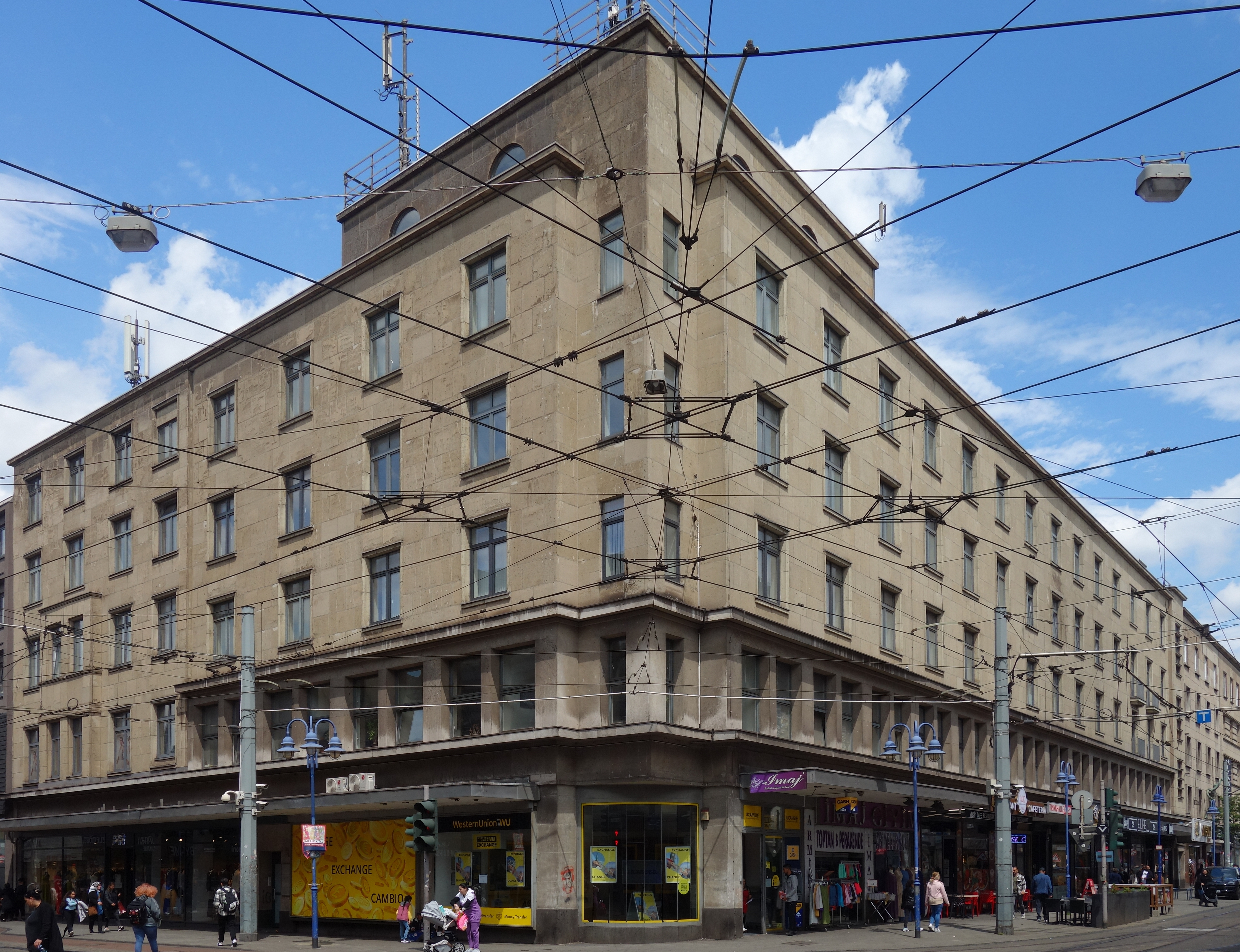
1929–1931: Pollmannhaus, Marxloh

- 1909: Abflugbahn, vier Schuppen als Fliegerhallen sowie ein Abflugturm mit Gleitbahn des Flugplatzes Holten (nicht erhalten)

Alle weiteren Gebäude befinden sich in Duisburg-Hamborn:
- 1910–1912: Wohn- und Geschäftshaus, Alt-Hamborn, Jägerstraße 64/66, Weidmannstraße 10/12, inklusive Umbau 1925–1929 zum Kaufhaus mit Viktor Czajerek (unter Denkmalschutz, Nr. 455) ▼
- 1920: Wohnanlage des Beamten-Wohnungsvereins Hamborn, Marxloh, Kaiser-Friedrich-Straße 103/105, Schleswiger Straße 1/3/5, Mecklenburger Straße 2 (zusammen mit Viktor Czajerek), erweitert 1927–1928 ▼
- 1923: Blockrandbebauung, Alt-Hamborn, Gehrstraße 24/26, Bernhardstraße 13/15/17/19 (zusammen mit Viktor Czajerek) ▼
- 1925: Villa als eigenes Wohnhaus, Marxloh, Bayernstraße 68a (unter Denkmalschutz, Nr. 686) ▼
- um 1925: repräsentatives Wohn- und Geschäftshaus, Marxloh, Kaiser-Friedrich-Straße 31 ▼
- 1926–1928: Erweiterung durch einen Saalbau mit dem Lichtspielhaus „Lichtburg“ sowie Um- und Ausbau zu einem Hotel eines Wohn- und Geschäftshauses, Alt-Hamborn, Alleestraße 36, Emscherstraße 204 (zusammen mit Viktor Czajerek; unter Denkmalschutz, Nr. 646) ▼
- 1927: evangelisches Wohlfahrtshaus, Walsum-Aldenrade, Schulstraße 2 (zusammen mit Viktor Czajerek; unter Denkmalschutz, Nr. 460) ▼
- 1927–1928: Erweiterung der Wohnanlage des Beamten-Wohnungsvereins Hamborn, Marxloh, Preußenstraße 36/38/40/42/44, Schleswiger Straße 4 (zusammen mit Viktor Czajerek) ▼
- 1928: Erweiterung des Vereinshauses um einen Mitteltrakt zwischen Wohnhaus und ehemaliger Scheune der Gaststätte „Abtei-Keller“, Alt-Hamborn, An der Abtei 5, Dieselstraße (zusammen mit Viktor Czajerek; 1977 abgerissen)[8] ▼
- 1928–1929: Bürohaus und ehemaliges Hotel Handelshof, Alt-Hamborn, Duisburger Straße 227/229 (zusammen mit Viktor Czajerek) ▼
- 1928–1931: zwölf Mehrfamilienhäuser als Teil der Wohnanlage des Gemeinnützigen Vereins für Kleinwohnungswesen, Marxloh, Im Stillen Winkel (zusammen mit Viktor Czajerek) ▼
- 1928–1931: Geschäfts- und Kaufhaus, Marxloh, Grillostraße 2, Weseler Straße 7 (zusammen mit Viktor Czajerek; unter Denkmalschutz, Nr. 13) ▼
- 1929–1931: Warenhaus sowie Büro- und Hotelgebäude, sogenanntes Pollmannhaus, Marxloh, Kaiser-Friedrich-Straße 1/3/5, Weseler Straße 28 (unter Denkmalschutz, Nr. 713); inklusive Wiederaufbau nach Kriegsschäden 1949 und Umbauten zwischen 1958 und 1961 ▼

- Karte mit allen Koordinaten:
- OSM |
- WikiMap